# Ebba Stenbäck
Ebba Stenbäck (sedan juni 2006 Stenbäck Morrison), född 29 augusti 1981, svensk friidrottare (långdistanslöpning). Hon har tävlat för i tur och ordning Smedby AIS (-1997), Norrköping Friidrott (1998) , UK Sprint (1999-2000) samt Söderköpings FIK (2001-).
Stenbäck Morrison deltog vid EM i Göteborg men slogs ut i försöken med tiden 10:00,36.

## Personliga rekord
| Utomhus - 3 000 meter – 9:35,98 (Göteborg 20 juli 2006) - 5 000 meter – 16:51,94 (Toledo, USA 13 maj 2006) - 10 000 meter – 35:35,79 (Durham, USA 7 april 2006) - 10 km landsväg – 34:47 (Stockholm 19 augusti 2006) - 2 000 meter hinder – 6:41,30 (Toledo, USA 13 april 2006) - 3 000 meter hinder – 9:53,51 (Ninove, Belgien 29 juli 2006) | Inomhus - 1 500 meter – 4:39,76 (Örebro 31 januari 1999) - 1 engelsk mil – 4:59,58 (Findlay, Ohio, USA 11 februari 2006) - 3 000 meter – 9:46,17 (Boston, USA 28 januari 2006) - 5 000 meter – 16:49,47 (Bowling Green, Ohio USA 24 februari 2006) |